# Rekvijem za gospodju J.
Rekvijem za gospodju J. é um filme de drama  de 2017 dirigido e escrito por Bojan Vuletić. Foi selecionado como representante de seu país ao Oscar de melhor filme estrangeiro em 2018.

## Elenco
- Mirjana Karanovic - Gospodja J
- Jovana Gavrilovic - Ana
- Danica Nedeljkovic - Koviljka
- Vucic Perovic - Milance
- Mira Banjac - Desanka